# Агесиполид I
Агесиполид I (др.-греч. Ἀγησίπολις Α΄; умер в 380 до н. э., Афит (полуостров Паллена) — царь Спарты из династии Агиадов в 395—380 годах до н. э.

## Биография
Агесиполид I, сын Павсания, стал царём в юном по спартанским меркам возрасте, и, будучи по натуре кротким и мягким, мало участвовал в государственных делах, подпав под влияние царя Агесилая II.

Оба царя, когда находились в городе, ходили к одной и той же фидитии и питались за одним столом. Зная, что Агесиполид, так же как и сам он, очень расположен к любовным делам, Агесилай всегда заводил с ним разговор о прекрасных мальчиках. Он склонял юношу к любовным утехам и сам помогал ему в его увлечениях.— Плутарх. Сравнительные жизнеописания: Агесилай (глава 20).
По этому поводу Плутарх в «Сравнительных жизнеописаниях» добавлял, что в спартанских гомосексуальных связях нет той грязи, что обычно присутствует в такого рода отношениях, «наоборот, они сочетаются с большой стыдливостью, честолюбием и стремлением к добродетели».
В ходе Коринфской войны Агесиполид в 389 году до н. э. руководил походом на Аргос. Возглавлявшееся им войско дошло до стен города, и нанесло противнику большой ущерб, разорив прилегающую территорию.
В 385—384 годах до н. э. Агесиполид руководил карательной экспедицией против Мантинеи, закончившейся подчинением и ликвидацией этого города.
В 380 году до н. э. Агесиполид был направлен во главе войска против олинфян, разгромивших в прошлом году армию гармоста Телевтия. Поскольку жители Олинфа на бой не вышли, спартанцы занялись опустошением окрестных территорий. В середине лета у Агесиполида началась лихорадка, он был доставлен в храм Диониса в Афите, славный своими чудесными холодными ключами, и там умер на седьмой день после начала болезни. Тело его по обычаю было погружено в мед и отправлено на родину для царского погребения.
Если верить Диодору Сицилийскому, то в 380-е годы до н. э. Агесиполид вышел из под влияния Агесилая II, и их взгляды на политику разошлись. Будучи человеком мирным и справедливым, Агесиполид считал, что спартанцы должны выполнять свои клятвы, а не порабощать греков вопреки условиям всеобщего мира. Он также указал на то, что Спарта приобрела дурную славу из-за того, что отдала под власть Персии малоазийских греков, независимость которых до этого обязалась защищать.
Агесиполиду наследовал его брат Клеомброт I.